# Organización Mundial de Sanidad Animal
La Organización Mundial de Sanidad Animal (OMSA), anteriormente Oficina Internacional de Epizootias (OIE), es una organización intergubernamental fundada en 1924 que coordina, apoya y promueve la lucha contra las enfermedades animales. Tiene su sede en París (Francia) y cuenta con cinco oficinas regionales.
El objetivo principal de la OMSA es controlar las epizootias y evitar su propagación. Otros de sus objetivos son el intercambio de información científica transparente, la solidaridad internacional, la seguridad sanitaria, el fomento de los servicios veterinarios, la seguridad alimentaria y el bienestar animal.
La Organización Mundial del Comercio (OMC) reconoce a la OMSA como referencia internacional para el comercio seguro de los animales y los productos de origen animal en lo que respecta a los riesgos por enfermedades animales y zoonosis.  
A mayo de 2023, con el último nombramiento de San Vicente y las Granadinas, la OMSA cuenta con un total de 183 Miembros. La OMSA mantiene relaciones con más de 70 organizaciones socias.
La OMSA no forma parte del sistema de la ONU. Su autonomía es tanto institucional como financiera y sus actividades se rigen por sus propios textos constitucionales. Desde su primera Sesión General celebrada en París, la Organización ha llevado a cabo su labor bajo la autoridad de un comité formado por los Delegados de los gobiernos miembros.
Durante su 91.ª Sesión General, la Asamblea Mundial de Delegados eligió a la Dra. Emmanuelle Soubeyran como directora general para un mandato de 5 años (2024-2029).

## Historia

### Origen y fundación
Década de 1920: Fundación y primeros años
La creación de la Organización remonta a principios del siglo XX, siendo una de las organizaciones intergubernamentales más antiguas que existen. La Oficina Internacional de Epizootias (OIE) se creó mediante un convenio internacional firmado el 25 de enero de 1924. Anteriormente, en mayo de 1921, una pandemia de peste bovina había motivado que los Delegados de la Conferencia internacional para el estudio de las epizootias, en la que participaban diplomáticos de 43 países, convocaran a la creación de una organización internacional que coordinara las respuestas contra las enfermedades animales infecciosas a escala mundial.
Sus orígenes están en una peste bovina originada por el tránsito portuario en Amberes de cebús provenientes de la India destino al Brasil que se manifiesta en Bélgica. Negociaciones diplomáticas encaminadas a tener un control y prevención internacional de enfermedades animales concluyen con la firma de un convenio internacional que crea la OIE. Desde 1927 publica un boletín. En 1928 una reunión de expertos organizada por la OIE establece que los únicos certificados sanitarios válidos son los emitidos por las autoridades veterinarias nacionales correspondientes
Década de 1940: Segunda Guerra Mundial y compatibilidad con los organismos recién fundados
La OIE estableció su nueva sede a finales de los años treinta, pero sus actividades se vieron frenadas por el estallido de la Segunda Guerra Mundial y la posterior ocupación de París por los nazis en 1940. 
Tras la guerra, se cuestionó la existencia de la OIE a raíz de la creación de la Organización de las Naciones Unidas para la Alimentación y la Agricultura (FAO) en 1946 y de la Organización Mundial de la Salud (OMS) en 1948, pues ambos organismos especializados cubrían en parte los objetivos de la OIE. Sin embargo, la oposición de numerosos Miembros y Delegados de la OIE cuando se planteó la cuestión en 1946 y 1951, mantuvo vivas las funciones de la Organización.
Con la creación por las Naciones Unidas de la Organización para la Alimentación y la Agricultura (FAO, 1946) y la Organización Mundial de la Salud (OMS, 1948) como organismos especializados se debate la futura existencia de la OIE. Los objetivos de la FAO y la OMS son similares a la OIE con lo cual se plantea su disolución. Sin embargo en 1951 se aprueba la continuidad de la OIE. Desde dicha fecha se efectúan acuerdo con organismos oficiales que tienen roles similares. 
Décadas de 1950 a 1960: Legislación zoosanitaria en la UE y acuerdos oficiales  
A finales de la década de 1960, la OIE había firmado un acuerdo oficial con la FAO en 1952 y había prestado su apoyo a los primeros intentos de armonizar la legislación zoosanitaria en la Comunidad Europea tras la firma del Tratado de Roma en 1957. En 1960 se firmó un acuerdo oficial entre la OIE y la OMS. 
Década de 1990: Reconocimiento como organización internacional de normalización
En la década de 1990 se firmaron varios acuerdos entre la OIE y organizaciones de todo el mundo. En 1998, la cooperación con la Organización Mundial del Comercio se formalizó. El Acuerdo sobre la aplicación de medidas sanitarias y fitosanitarias, también conocido como Acuerdo MSF, estableció a la OIE como organización de referencia en materia de sanidad animal y zoonosis. En virtud de dicho acuerdo los Miembros debían basar las medidas sanitarias o fitosanitarias en normas, directrices y recomendaciones internacionales. 
A partir de entonces, los gobiernos comprendieron rápidamente la importancia de la Organización. Entre 1990 y 1999, 41 países se convirtieron en Miembros. Creadas entre 1991 y 1999, las representaciones regionales, para Asia y el Pacífico (1971, luego 1991), Europa del Este (1994), las Américas (1997) y, por último, Oriente Medio (1999) y África (1999) han permitido a la Organización mantenerse al corriente de los retos de sus Miembros. 
En mayo del 2022, la Organización dejó de usar el acrónimo histórico OIE y comenzó a usar el nuevo acrónimo WOAH.

## Objetivos
Cada país miembro se compromete a declarar las enfermedades de los animales que detecta en su territorio. La OIE transmite la información recibida a todos los demás países, para que puedan protegerse. Dicha información, que también concierne las enfermedades transmisibles a los seres humanos, es objeto de una difusión inmediata o diferida, según la gravedad de la enfermedad. Los medios de difusión son el sitio Web de la OIE, el correo electrónico y las siguientes publicaciones periódicas: Informaciones Sanitarias (semanal), el Boletín de la OIE (bimensual) y el compendio anual Sanidad Animal Mundial.[cita requerida]

## Funciones
- Recopilar, analizar y difundir la información científica veterinaria.
- Asesorar y estimular la solidaridad internacional para el control de las enfermedades animales.
- Garantizar la seguridad sanitaria del comercio mundial mediante la elaboración de reglas sanitarias aplicables a los intercambios internacionales de animales y productos de origen animal.